# Toby Lester
Toby Lester (* 2. November 1964) ist ein US-amerikanischer Journalist und Autor.

## Leben
Lester wurde in eine Familie von Schriftstellern hineingeboren. Er schloss seine Studien der Anglistik und der Französischen Sprache 1987 an der University of Virginia ab. Danach arbeitete er bei den Vereinten Nationen in Palästina im Bereich der Flüchtlingshilfe, später für das Peace Corps zuständig für Osteuropa und die Länder der früheren Sowjetunion. Im Jemen arbeitete er für das Peace Corps als Englischlehrer in einer Dorfschule in den jemenitischen Bergen.
In den Jahren von 1995 bis 2005 war Lester in verschiedenen Bereichen der Redaktion der amerikanischen Zeitschrift The Atlantic tätig und schrieb zur gleichen Zeit für mehrere andere Zeitschriften und Zeitungen. Seine Interessengebiete waren unter anderem die Rekonstruktion Griechischer Musik der Antike, der Koran und der Wechsel in den Alphabeten in Aserbaidschan nach der Wende 1990 vom Kyrillischen Alphabet zum angepassten Lateinischen Alphabet.
Lester lebt mit Frau und drei Töchtern in der Nähe von Boston, Massachusetts.

## Veröffentlichungen
- The Fourth Part of the World. The Race to the End of the Earth, and the Epic Story of the Map that Gave America Its Name. Free Press, New York 2009, ISBN 978-1-4165-3531-7.
  - deutsch, übersetzt von Klaus Binder und Bernd Leineweber: Der vierte Kontinent. Wie eine Karte die Welt veränderte. Berlin-Verlag, Berlin 2010, ISBN 978-3-8270-0732-2.[1]
- Da Vinci's Ghost: Genius, Obsession, and How Leonardo Created the World in His Own Image. Free Press, New York 2012, ISBN 978-1-4391-8923-8.
  - Die Symmetrie der Welt: Leonardo da Vinci und das Geheimnis seiner berühmtesten Zeichnung, Berlin-Verlag, Berlin 2012, ISBN 978-3-8270-1104-6.